# Ренди Шилтс
Ренди Шилтс (енгл. Randy Shilts; Давенпорт, Ајова, САД, 8. август 1951 — Герневил, Калифорнија, САД, 17. фебруар 1994) је био амерички геј новинар и књижевник. Радио је као слободни репортер за Адвокат и Сан Франциско хроникл, као и за неколико телевизијских станица у заливској области.

## Биографија
Поред бављења новинарством, написао је и три књиге, које су му донеле националну популарност. Његова прва књига The Mayor of Castro Street: The Life and Times of Harvey Milk је биографија Харвија Милка, његовог пријатеља и првог геј политичара у Сан Франциску који је убијен 1978. године.
Његова друга књига And the Band Played On: Politics, People, and the AIDS Epidemic говори о раним данима епидемије сиде у Сједињеним Америчким Државама. Ова књига је преведена на седам језика, а 1993. је по њој снимљен и филм у којем, између осталих, глуме Ричард Гир, Фил Колинс, Стив Мартин, Анџелика Хјустон и други. Филм је освојио 20 номинација и 9 награда, укључујући и Еми за најбољи телевизијски филм 1994.
Његова последња књига Conduct Unbecoming: Gays and Lesbians in the US Military from Vietnam to the Persian Gulf говори о дискриминацији према ЛГБТ особама у војсци. Последње поглавље ове књиге диктирао је из болничког кревета.
Шилтс је умро од компликација повезаних са сидом, на свом ранчу у Калифорнији, 17. фебруара 1994.

## Дела
- Familiar Faces, Hidden Lives: The Story of Homosexual Men in America Today,, 1976.  978-0-15-630120-6 (писац увода)
- Shilts, Randy (1982). The Mayor of Castro Street: The Life and Times of Harvey Milk. Macmillan. ISBN 978-0-312-52331-2.
- Shilts, Randy (1987). And the Band Played On: Politics, People, and the AIDS Epidemic (1980-1985). Turtleback. ISBN 978-0-613-29872-8.
- Shilts, Randy (1993). Conduct Unbecoming: Gays and Lesbians in the U.S. Military. Macmillan. ISBN 978-0-312-34264-7.